# 湖美乡
湖美乡是中国福建省三明市大田县下辖的一个乡。

## 行政区划
湖美乡共辖16个行政村，分别是：
湖上村、仁美村、西燕村、前进村、大尤村、岬才村、后坑村、宏才村、元安村、林兜村、汉口村、长坂村、新厝村、后平村、高才村、旺建村。